# Prix Cappelen
Le prix Cappelen a été un prix littéraire pour des écrivains de langue norvégienne. La maison d'édition J. W. Cappelens forlag l'avait fondé 1979 à l'occasion de son 150ème anniversaire. Le prix fut arrêté d'être décerné en 2007 après que la maison d'édition ait fusionné avec un autre éditeur norvégien, N. W. Damm & Søn, pour devenir Cappelen Damm.

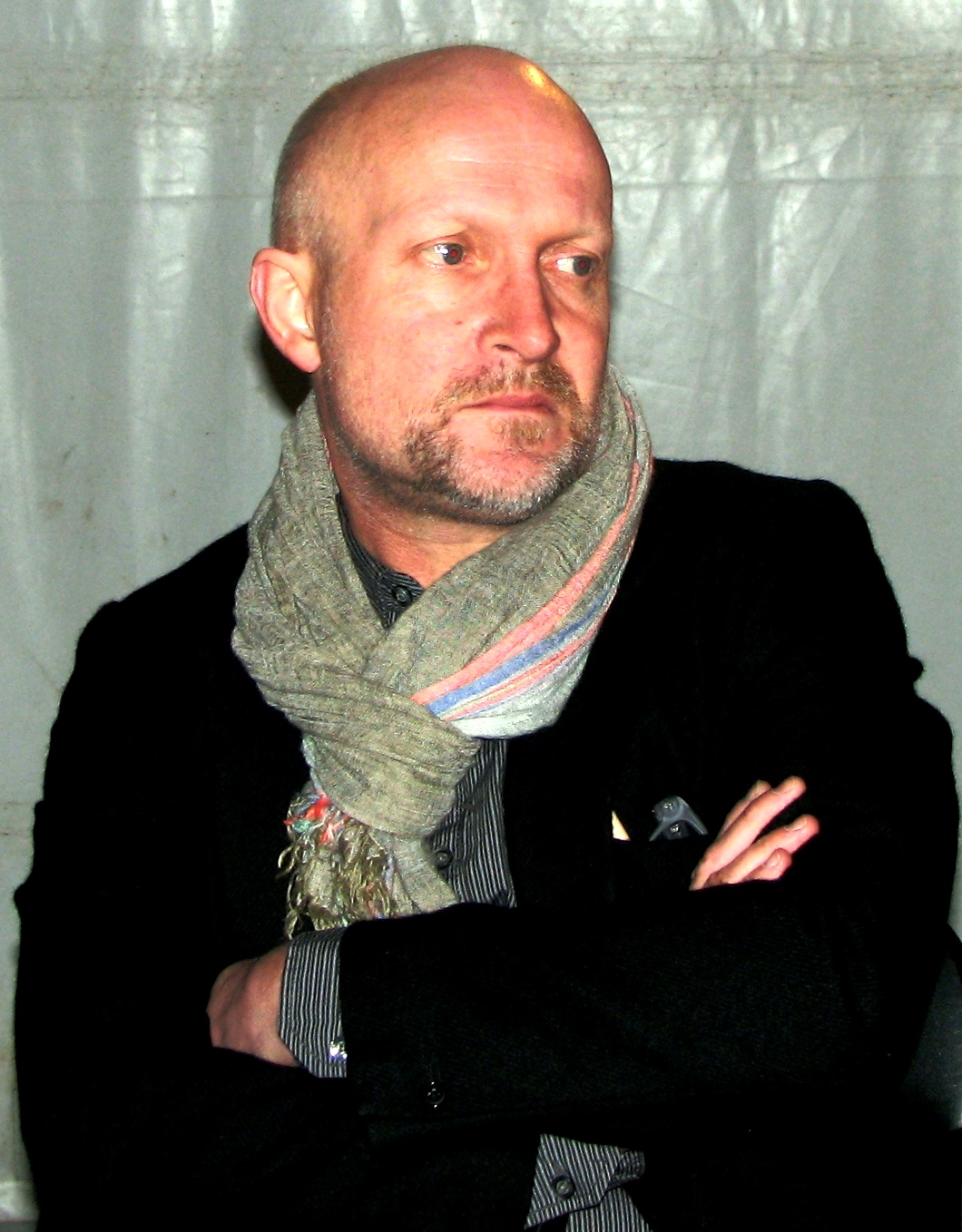
Lars Saabye Christensen

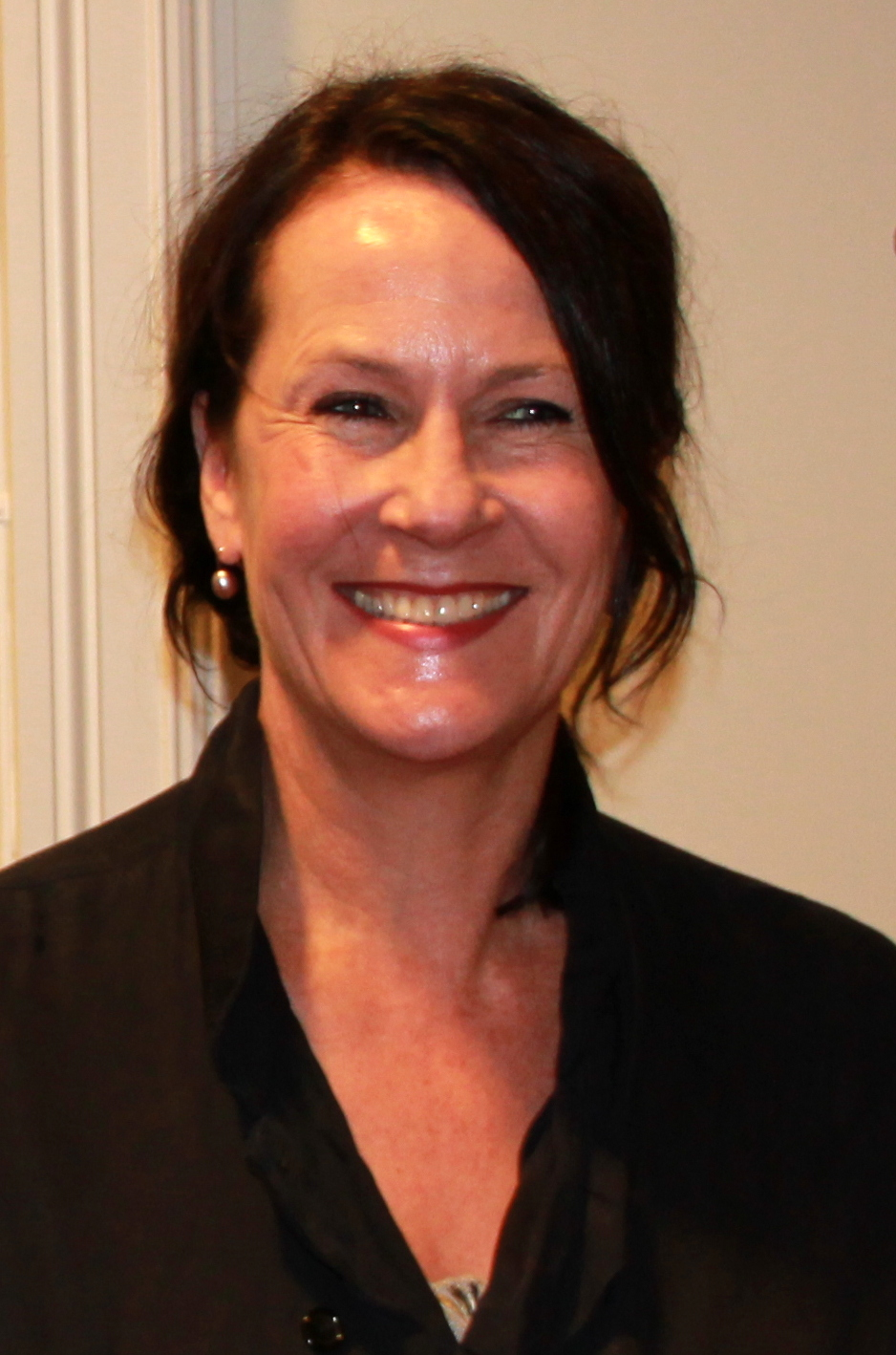
Vigdis Hjorth

## Lauréats
- 1979 – Thorbjørn Egner
- 1980 – Odd Eidem
- 1981 – Hans Normann Dahl et Vivian Zahl Olsen
- 1982 – Bjørg Vik et Jahn Otto Johansen
- 1983 – Richard Herrmann, Otto Øgrim, Helmut Ormestad et Kåre Lunde
- 1984 – Lars Saabye Christensen, Ove Røsbak, Rune Belsvik et Karin Sveen
- 1985 – Kolbein Falkeid et Arvid Hanssen
- 1986 – Inger Margrethe Gaarder et Fredrik Skagen
- 1987 – Roy Jacobsen et Håvard Rem
- 1988 – Ingvar Ambjørnsen
- 1989 – Vigdis Hjorth
- 1990 – Kjell Arild Pollestad et Hans-Wilhelm Steinfeld
- 1991 – Paal-Helge Haugen
- 1992 – Axel Jensen
- 1993 – Erik Bye et Tor Bomann-Larsen
- 1994 – aucun prix
- 1995 – aucun prix
- 1996 – Gert Nygårdshaug
- 1997 – Erlend Loe
- 1998 – aucun prix
- 1999 – Georg Johannesen
- 2000 – Gro Dahle
- 2001 – Anne Holt
- 2002 – Jan Jakob Tønseth
- 2003 – Karin Fossum
- 2004 – Pedro Carmona-Alvarez, Ingeborg Arvola, Ørnulf Hodne, Anne-Lise Gjerdrum
- 2005 – aucun prix
- 2006 – Erik Fosnes Hansen et Torbjørn Færøvik